# Eugnathia zenia
Eugnathia zenia är en fjärilsart som beskrevs av Swinhoe 1902. Eugnathia zenia ingår i släktet Eugnathia och familjen nattflyn. Inga underarter finns listade i Catalogue of Life.